# Esquí de montaña en los Juegos Olímpicos de Milán-Cortina d'Ampezzo 2026
Las competiciones de esquí de montaña en los Juegos Olímpicos de Milán-Cortina d'Ampezzo 2026 se realizarán en la estación Bormio Stelvio del valle de Valtellina en febrero de 2026.
En total se disputarán en este deporte cinco pruebas diferentes, dos masculinas, dos femeninas y una mixta.